# Erwin Panofsky
Erwin Panofsky (Hannover, 30. ožujka 1892. – Princeton, 14. ožujka 1968.), američki teoretičar i povjesničar umjetnosti njemačkog podrijetla .
Bio je profesor u Hamburgu, a od 1935. godine u Princetonu. Analizirao je pojave u likovnim umjetnostima na temelju formalnih i ikonografskih faktora povezujući ih s razvojem perspektive i proporcije.

## Djela
- "Strop Sikstinske kapele",
- "Dürerova teorija umjetnosti",
- "Ikonološke studije",
- "Rano nizozemsko slikarstvo".